# Lilla Högholstjärnen
Lilla Högholstjärnen är en sjö i Gagnefs kommun i Dalarna och ingår i Dalälvens huvudavrinningsområde.